# 워리어스 웨이
워리어스 웨이(The Warrior's Way)는 2010년 공개된 영화이다.
이 영화는 2010년 12월 3일에 개봉되었다. 이 영화의 줄거리는 적 부족의 마지막 구성원인 여자 아기를 죽이라는 명령을 받은 19세기 전사 양(장동건)에 관한 것이다. 임무를 거부하고 아이와 함께 미국 서부의 황폐한 마을로 도망친다.

## 줄거리
19세기 아시아, 잔혹한 암살자 집단인 슬픈 피리 부족의 전사 양은 최고의 검객이 되기 위해 적대 부족의 우두머리를 죽인다. 하지만 마지막 생존자인 아기 소녀를 죽이지 못하고, 결국 자신의 부족과 적대하게 되어 소녀와 함께 서부 아메리카로 도망친다.
양은 로드라는 작은 마을에 도착하고, 그곳에서 마을 주정뱅이 론, 과거의 아픔을 간직한 린을 만난다. 양은 린에게 세탁 기술을 배우고 아기에게 에이프릴이라는 이름을 지어주며 전사로서의 삶에서 벗어나 새로운 행복을 느끼기 시작한다. 린은 양에게 검술을 가르쳐달라고 하지만 그는 망설인다. 한편, 양의 옛 스승인 슬픈 피리 역시 양을 쫓아 미국으로 향한다.
린은 과거 마을이 악덕 대령에게 공격당했을 때 가족을 잃고 복수를 다짐했다는 사실이 밝혀진다. 양과 린은 서로에게 호감을 느끼고, 양은 린에게 칼 던지는 법을 가르쳐준다. 과거 양은 스승에게 받은 강아지를 죽이라는 명령을 받았다. 양은 더 이상 싸우지 않기 위해 자신의 검을 칼집에 봉인했지만, 마을에 나타난 대령 때문에 결국 다시 검을 뽑게 된다.
대령은 린을 납치하려 하고, 양은 그녀를 구하기 위해 뛰어든다. 양은 뛰어난 검술로 대령의 부하들을 모두 죽이지만 대령은 도망친다. 린은 대령을 쫓아가 결국 복수에 성공한다. 하지만 대령의 부하들이 다시 공격해오고, 양은 마을 사람들을 지키기 위해 함께 싸우기로 결심한다.
론은 과거 은행 강도였지만 사랑하는 여인을 잃은 후 총을 내려놓았다는 사실이 드러난다. 양은 론과 함께 마을을 지키기로 한다. 양은 린에게 자신의 쌍검을 주고 마을을 떠나려 하지만 린은 그와 함께 가고 싶어한다. 양은 밤에 린의 집을 찾아가 쌍검을 준다.
대령은 용병들을 이끌고 마을을 공격하지만, 양과 마을 사람들의 협공에 의해 용병들은 큰 타격을 입는다. 슬픈 피리 부족이 나타나자 양은 린에게 아기를 맡기고 전투에 뛰어든다. 전투 중, 린은 에이프릴을 지키지 못하고 결국 대령에게 에이프릴이 잡히게 된다. 
양은 대령을 추격하여 에이프릴을 구하고, 린은 마침내 대령을 죽인다. 슬픈 피리는 양에게 에이프릴이 적이라고 말하며, 그녀의 부모를 죽였다는 사실을 알려줄 것인지 묻는다. 양은 스승과 마지막 결투를 벌이고 승리한다. 
린은 양에게 같이 갈 수 없다는 것을 알지만, 에이프릴을 양에게 주려 한다. 그러나 양은 거절하며 아기를 웃게 만든다. 그는 린에게 작별을 고하고 떠난다. 론은 양이 사랑하는 사람들과 멀리 떨어져 지내려고 했다고 이야기한다. 마지막 장면에서 양은 복수를 위해 다시 검을 들고, 슬픈 피리 부족과의 새로운 전투를 예고한다.

## 출연

### 주연
- 장동건
- 제프리 러쉬
- 케이트 보스워스
- 대니 휴스턴

### 조연
- 토니 콕스
- 데이빗 오스틴
- 캐슬린 라규
- 맷 질랜더스
- 애널린 러드
- 적룡
- 애슐리 존스
- 앤디 콘랜
- 닉 샘슨
- 토니 웨스
- 헬렌 웡
- 콘텔 멜그렌
- 라이언 리처즈
- 칼 블랜드
- 카일 프라이어

## 기타
- 공동제작: 남종우
- 라인프로듀서: 머레이 프란시스
- 협력프로듀서: 프랭크 E. 플로워스
- 협력프로듀서: 캐롤 킴
- 협력프로듀서: 스테이시 루펠
- 협력프로듀서: 유은정
- 미술: 댄 헨나
- 세트: 메건 버텔레
- 시각효과: 정경숙
- 의상: 제임스 애치슨
- 시각효과부문: 김철민
- 배역: 웬디 오브라이언